# Kangwon
Kangwon (Kangwon-do; 강원도; 江原道) é uma província da Coreia do Norte.